# 東田代村
東田代村は、群馬県にあった村。1872年廃村。東田代新田（ひがしたしろ　しんでん）とも言われる。現在の群馬県利根郡片品村東小川内にあった。

## 略史
1608年（慶長13）開村～1872年(明治4）廃村

### 概要
慶長13年、外様大名である真田信之によって開村。表向きは、徳川幕府の前に、石高を高めるための積極開墾策だった。開墾者のリーダーは、大塚与惣衛門、沼田藩の中堅武士だった。地元近郊の農民の協力を得て、すばやい開村となった。
その後、東田代村は、頼みの沼田藩の改易に遭遇しながらも、存続し、明治の初めの廃村まで約260年間続いた。そこには厳しい環境に打ち勝つ逞しい村人たちが根づき、言うに言えない人生のバトンタッチを繰り広げた。

## 参考資料
- 片品村史編纂委員会『片品村史』（片品村役場、1963年）
- 生方たつゑ『真田窓のある家』（角川書店、1983年7月）
- 菅沼ものがたり編集委員会『菅沼ものがたり』(第一法規出版、1990年3月）
- 沼田文学の会『小説東田代村』（沼田文学第11号、2005年5月）
- 尾瀬三ヶ峰高原の会『尾瀬三ヶ峰高原の会郷土学報告書』（日本財団、2006年4月）